# غوس إلسون
غوس إلسون (19 مارس 1913 في المملكة المتحدة - 30 ديسمبر 1999 في المملكة المتحدة) (بالإنجليزية: Gus Elson)‏ هو لاعب كريكت بريطاني وبريطاني (وحمل سابقاً جنسية المملكة المتحدة لبريطانيا العظمى وأيرلندا). لعب مع نادي وارويكشاير للكريكيت ‏.

## وصلات خارجية
- غوس إلسون على موقع إي آس بي آن كريك إنفو (الإنجليزية)